# Cúp C2 châu Âu 1966-67
Mùa giải 1966–67 của giải bóng đá cấp câu lạc bộ Cúp C2 châu Âu là mùa giải Bayern Munich vô địch sau khi chiến thắng trận chung kết trước Rangers, đội đã loại đương kim vô địch Borussia Dortmund. Đây là lần thứ tư trong sáu năm mà trận chung kết cần ít nhất hiệp phụ để xác định đội vô địch.

## Vòng sơ loại
| Đội 1 | TTS | Đội 2          | Lượt đi                 | Lượt về                 |
| ----- | --- | -------------- | ----------------------- | ----------------------- |
| Valur | 2–9 | Standard Liège | 1–1 (Report) (Report 2) | 1–8 (Report) (Report 2) |

## Vòng một
| Đội 1              | TTS | Đội 2            | Lượt đi                 | Lượt về                 |
| ------------------ | --- | ---------------- | ----------------------- | ----------------------- |
| OFK Beograd        | 1–6 | Spartak Moscow   | 1–3 (Report) (Report 2) | 0–3 (Report) (Report 2) |
| Rapid Wien         | 9–3 | Galatasaray      | 4–0 (Report) (Report 2) | 5–3 (Report) (Report 2) |
| Shamrock Rovers    | 8–2 | Spora Luxembourg | 4–1 (Report) (Report 2) | 4–1 (Report) (Report 2) |
| TJ Tatran Prešov   | 3–4 | Bayern Munich    | 1–1 (Report) (Report 2) | 2–3 (Report) (Report 2) |
| Fiorentina         | 3–4 | Raba ETO Győr    | 1–0 (Report) (Report 2) | 2–4 (Report) (Report 2) |
| AEK Athens         | 2–4 | Braga            | 0–1 (Report) (Report 2) | 2–3 (Report) (Report 2) |
| BSG Chemie Leipzig | 5–2 | Legia Warszawa   | 3–0 (Report) (Report 2) | 2–2 (Report) (Report 2) |
| Standard Liège     | 6–1 | Apollon Limassol | 5–1 (Report) (Report 2) | 1–0 (Report) (Report 2) |
| Servette           | 3–2 | ÅIFK Turku       | 1–1 (Report) (Report 2) | 2–1 (Report) (Report 2) |
| Floriana           | 1–7 | Sparta Rotterdam | 1–1 (Report) (Report 2) | 0–6 (Report) (Report 2) |
| Strasbourg         | 2–1 | Steaua București | 1–0 (Report) (Report 2) | 1–1 (Report) (Report 2) |
| Swansea Town       | 1–5 | Slavia Sofia     | 1–1 (Report) (Report 2) | 0–4 (Report) (Report 2) |
| Glentoran          | 1–5 | Rangers          | 1–1 (Report) (Report 2) | 0–4 (Report) (Report 2) |
| Borussia Dortmund  | Bye |                  | n/a                     | n/a                     |
| Skeid Fotball      | 4–5 | Real Zaragoza    | 3–2 (Report) (Report 2) | 1–3 (Report) (Report 2) |
| Aalborg BK         | 1–2 | Everton          | 0–0 (Report) (Report 2) | 1–2 (Report) (Report 2) |

### Lượt đi
| Fiorentina   | 1–0 | Raba ETO Győr |
| ------------ | --- | ------------- |
| Chiarugi 61' |     |               |

| Strasbourg   | 1–0      | Steaua București |
| ------------ | -------- | ---------------- |
| - Muller 56' | Chi tiết |                  |

### Lượt về
| Raba ETO Győr                            | 4–2 | Fiorentina                 |
| ---------------------------------------- | --- | -------------------------- |
| Stolcz 9' 60' · Varsányi 36' · Orbán 86' |     | Bertini 20' · De Sisti 32' |

Raba ETO Győr thắng với tổng tỷ số 4–3.
| Steaua București | 1–1      | Strasbourg    |
| ---------------- | -------- | ------------- |
| - Avram 68'      | Chi tiết | - Hausser 61' |

Strasbourg thắng với tổng tỷ số 2–1.

## Vòng hai
| Đội 1              | TTS     | Đội 2             | Lượt đi                 | Lượt về                 |
| ------------------ | ------- | ----------------- | ----------------------- | ----------------------- |
| Spartak Moscow     | 1–2     | Rapid Wien        | 1–1 (Report) (Report 2) | 0–1 (Report) (Report 2) |
| Shamrock Rovers    | 3–4     | Bayern Munich     | 1–1 (Report) (Report 2) | 2–3 (Report) (Report 2) |
| Raba ETO Győr      | 3–2     | Braga             | 3–0 (Report) (Report 2) | 0–2 (Report) (Report 2) |
| BSG Chemie Leipzig | 2–2 (a) | Standard Liège    | 2–1 (Report) (Report 2) | 0–1 (Report) (Report 2) |
| Servette           | 2–1     | Sparta Rotterdam  | 2–0 (Report) (Report 2) | 0–1 (Report) (Report 2) |
| Strasbourg         | 1–2     | Slavia Sofia      | 1–0 (Report) (Report 2) | 0–2 (Report) (Report 2) |
| Rangers            | 2–1     | Borussia Dortmund | 2–1 (Report) (Report 2) | 0–0 (Report) (Report 2) |
| Real Zaragoza      | 2–1     | Everton           | 2–0 (Report) (Report 2) | 0–1 (Report) (Report 2) |

### Lượt đi
| Strasbourg  | 1–0 | Slavia Sofia |
| ----------- | --- | ------------ |
| Hausser 38' |     |              |

### Lượt về
| Slavia Sofia           | 2–0 | Strasbourg |
| ---------------------- | --- | ---------- |
| Tasev 42' · Mishev 49' |     |            |

Slavia Sofia thắng với tổng tỷ số 2–1.

## Tứ kết
| Đội 1         | TTS          | Đội 2          | Lượt đi                 | Lượt về                 |
| ------------- | ------------ | -------------- | ----------------------- | ----------------------- |
| Rapid Wien    | 1–2 (s.h.p.) | Bayern Munich  | 1–0 (Report) (Report 2) | 0–2 (Report) (Report 2) |
| Raba ETO Győr | 2–3          | Standard Liège | 2–1 (Report) (Report 2) | 0–2 (Report) (Report 2) |
| Servette      | 1–3          | Slavia Sofia   | 1–0 (Report) (Report 2) | 0–3 (Report) (Report 2) |
| Rangers       | 2–2 (c)      | Real Zaragoza  | 2–0 (Report) (Report 2) | 0–2 (Report) (Report 2) |

## Bán kết
| Đội 1         | TTS | Đội 2          | Lượt đi | Lượt về |
| ------------- | --- | -------------- | ------- | ------- |
| Bayern Munich | 5–1 | Standard Liège | 2–0     | 3–1     |
| Slavia Sofia  | 0–2 | Rangers        | 0–1     | 0–1     |

### Lượt đi
| Bayern Munich                 | 2–0             | Standard Liège |
| ----------------------------- | --------------- | -------------- |
| Müller 2' · Kupferschmidt 10' | Report Report 2 |                |

| Slavia Sofia | 0–1             | Rangers    |
| ------------ | --------------- | ---------- |
|              | Report Report 2 | Wilson 36' |

### Lượt về
| Standard Liège | 1–3             | Bayern Munich        |
| -------------- | --------------- | -------------------- |
| Galić 32'      | Report Report 2 | Müller 26', 73', 82' |

Bayern Munich thắng với tổng tỷ số 5–1.
| Rangers       | 1–0             | Slavia Sofia |
| ------------- | --------------- | ------------ |
| Henderson 30' | Report Report 2 |              |

Rangers thắng với tổng tỷ số 2–0.

## Chung kết
| Bayern Munich | 1–0 (s.h.p.) | Rangers |
| ------------- | ------------ | ------- |
| Roth 109'     | Chi tiết     |         |